# Schweizer Nordische Skimeisterschaften 1980
Die Schweizer Nordischen Skimeisterschaften 1980 fanden vom 19. Januar 1980 bis zum 4. Februar 1980 und am 23. Dezember 1979 in der Lenk und in Täsch statt. Ausgetragen wurden im Skilanglauf bei den Männern die Distanzen 15 km, 30 km und 50 km, und die 4 × 10 km Staffel. Bei den Frauen fand je ein Rennen über 5 km, 10 km, 20 km und die 3 × 5 km Staffel statt. Die erfolgreichsten Skilangläufer waren Gaudenz Ambühl, der über 30 km und 50 km gewann und Konrad Hallenbarter, der über 15 km und mit der Staffel des SC Obergoms siegte. Bei den Frauen wurde Evi Kratzer Meisterin im Rennen über 5 km und 10 km und Cornelia Thomas über 20 km und mit der Staffel von SC Bernina Pontresina. Das Skispringen gewann Hansjörg Sumi und in der Nordischen Kombination Karl Lustenberger.

## Skilanglauf

### Männer

#### 50 km
| Platz | Name                | Verein                  | Zeit (std) |
| ----- | ------------------- | ----------------------- | ---------- |
| 01    | Gaudenz Ambühl      | SC Davos                | 2:13:46    |
| 02    | Konrad Hallenbarter | SC Obergoms             | 2:14:46    |
| 03    | Francis Jacot       | La Sagne                | 2:15:55    |
| 04    | Edi Hauser          | SC Obergoms             | 2:16:48    |
| 05    | Heinz Gähler        | Grenzwachtkorps Splügen | 2:16:59    |
| 06    | Venanz Egger        | Plasselb                | 2:17:12    |
| 07    | Franz Renggli       | Grenzwachtkorps Splügen | 2:17:56    |
| 08    | Paul Grünenfelder   | Mels                    | 2:18:46    |
| 09    | Alfred Schindler    | Linthal                 | 2:19:01    |
| 10    | Hans-Ueli Kreuzer   | SC Obergoms             | 2:20:07    |

Datum: Samstag, 23. Dezember 1979 in der Lenk

Wie im Vorjahr gewann Gaudenz Ambühl mit einer Minute Vorsprung auf Konrad Hallenbarter das 50-km-Rennen.

#### 30 km
| Platz | Name                | Verein                  | Zeit (std) |
| ----- | ------------------- | ----------------------- | ---------- |
| 01    | Gaudenz Ambühl      | SC Davos                | 1:21:36,67 |
| 02    | Franz Renggli       | Grenzwachtkorps Splügen | 1:21:50,03 |
| 03    | Konrad Hallenbarter | SC Obergoms             | 1:22:11,62 |
| 04    | Hans-Ueli Kreuzer   | SC Obergoms             | 1:22:34,50 |
| 05    | Edi Hauser          | SC Obergoms             | 1:23:04,49 |
| 06    | Venanz Egger        | Plasselb                | 1:23:23,56 |
| 07    | Heinz Gähler        | Grenzwachtkorps Splügen | 1:23:43,41 |
| 08    | Alfred Schindler    | Linthal                 | 1:23:59,90 |
| 09    | André Rey           | Les Cernets             | 1:24:12,49 |
| 10    | Paul Grünenfelder   | Mels                    | 1:24:16,91 |

Datum: Mittwoch, 23. Januar 1980 in der Lenk

Wie im Vorjahr gewann der Obergomser Edi Hauser mit 0,4 Sekunden Vorsprung auf Franz Renggli und acht Sekunden auf Hans-Ueli Kreuzer.

#### 15 km
| Platz | Name                | Verein                  | Zeit (min) |
| ----- | ------------------- | ----------------------- | ---------- |
| 01    | Konrad Hallenbarter | SC Obergoms             | 44:48,47   |
| 02    | Gaudenz Ambühl      | SC Davos                | 45:01,25   |
| 03    | Franz Renggli       | Grenzwachtkorps Splügen | 45:03,65   |
| 04    | Francis Jacot       | La Sagne                | 45:17,72   |
| 05    | Alfred Schindler    | Linthal                 | 45:26,79   |
| 06    | Heinz Gähler        | Grenzwachtkorps Splügen | 45:29,61   |
| 07    | Fredy Wenger        | Blumenstein             | 45:30,93   |
| 08    | Matthias Strupler   | Bern                    | 45:56,41   |
| 09    | Alois Oberholzer    | SC Einsiedeln           | 45:57,43   |
| 10    | Fritz Pfeuti        | Sangernboden            | 46:11,27   |

Datum: Freitag, 25. Januar 1980 in der Lenk

Nach Platz drei über 30 km und Rang zwei über 50 km holte Hallenbarter seinen ersten Einzeltitel bei Schweizer Meisterschaften.

#### 4 × 10 km Staffel
| Platz | Namen                                                            | Verein        | Zeit (std) |
| ----- | ---------------------------------------------------------------- | ------------- | ---------- |
| 01    | Elmar Chastonay Hans-Ueli Kreuzer Edi Hauser Konrad Hallenbarter | SC Obergoms   | 1:49:59,75 |
| 02    | Joos Ambühl Andreas Beusch Hans-Luzi Kindschi Gaudenz Ambühl     | SC Davos      | 1:52:33,07 |
| 03    | Erich Grunder Hans Pürro Anton Egger Venanz Egger                | Plasselb      | 1:53:03,82 |
| 04    | Edgar Steinauer Alfred Kälin Alois Kälin Alois Oberholzer        | SC Einsiedeln | 1:53:04,27 |
| 05    | Toni Schmid Walter Siegfried Daniel Werren Toni Siegfried        | Lenk          | 1:53:42,40 |

Datum: Sonntag, 27. Januar 1980 in der Lenk

### Frauen

#### 20 km
| Platz | Name              | Verein                | Zeit (std) |
| ----- | ----------------- | --------------------- | ---------- |
| 01    | Cornelia Thomas   | SC Bernina Pontresina | 1:15:33    |
| 02    | Evi Kratzer       | Alpina St. Moritz     | 1:17:14    |
| 03    | Käthi Aschwanden  | Isenthal              | 1:17:54    |
| 04    | Christina Brügger | Lachen                | 1:20:22    |
| 05    | Karin Thomas      | SC Bernina Pontresina | 1:21:18    |
| 06    | Monika Germann    | Frutigen              | 1:22:28    |
| 07    | Brigitte Stebler  | SC Bernina Pontresina | 1:22:30    |
| 08    | Patricia Gacond   | La Chaux-de-Fonds     | 1:22:32    |
| 09    | Doris Süess       | Giswil                | 1:23:03    |
| 010   | Gaby Scheidegger  | Zürich                | 1:26:36    |

Datum: Samstag, 23. Dezember 1979 in der Lenk

Das erste Schweizer Meisterrennen über 20 km gewann Cornelia Thomas und holte damit ihren zweiten Meistertitel.

#### 5 km
| Platz | Name             | Verein                | Zeit (min) |
| ----- | ---------------- | --------------------- | ---------- |
| 01    | Evi Kratzer      | Alpina St. Moritz     | 17:15,23   |
| 02    | Cornelia Thomas  | SC Bernina Pontresina | 17:15,34   |
| 03    | Käthi Aschwanden | Isenthal              | 17:15,46   |
| 04    | Brigitte Stebler | SC Bernina Pontresina | 17:45,29   |
| 05    | Monika Germann   | Frutigen              | 17:51,24   |
| 06    | Doris Süess      | Giswil                | 17:55,01   |
| 07    | Gorel Bieri      | Plasselb              | 17:58,64   |
| 08    | Karin Thomas     | SC Bernina Pontresina | 18:20,13   |
| 09    | Ursula Bösch     | Kriens                | 18:20,25   |
| 010   | Annelies Gamper  | Feusisberg            | 18:28,16   |

Datum: Freitag, 25. Januar 1980 in der Lenk

#### 10 km
| Platz | Name             | Verein                | Zeit (min) |
| ----- | ---------------- | --------------------- | ---------- |
| 01    | Evi Kratzer      | Alpina St. Moritz     | 32:20      |
| 02    | Brigitte Stebler | SC Bernina Pontresina | 33:02      |
| 03    | Monika Germann   | Frutigen              | 33:13      |
| 04    | Cornelia Thomas  | SC Bernina Pontresina | 33:26      |
| 05    | Käthi Aschwanden | Isenthal              | 34:05      |
| 06    | Karin Thomas     | SC Bernina Pontresina | 34:07      |
| 07    | Doris Süess      | Giswil                | 34:21      |
| 08    | Gorel Bieri      | Plasselb              | 34:29      |
| 09    | Ursula Bösch     | Kriens                | 34:52      |
| 010   | Gaby Scheidegger | Zürich                | 35:09      |

Datum: Mittwoch, 23. Januar 1980 in der Lenk

#### 3 × 5 km Staffel
| Platz | Namen                                           | Verein                      | Zeit (min) |
| ----- | ----------------------------------------------- | --------------------------- | ---------- |
| 01    | Brigitte Stebler Karin Thomas Cornelia Thomas   | SC Bernina Pontresina       | 49:19,40   |
| 02    | Barbara Giovanoli Heidi Brunner Evi Kratzer     | Alpina St. Moritz           | 52:00,05   |
| 03    | Claudia Zimmermann Doris Süess Käthi Aschwanden | Zentralschweizer Skiverband | 52:39,40   |

Datum: Sonntag, 27. Januar 1980 in der Lenk

## Nordische Kombination

### Einzel
| Platz | Name              | Ort               | Punkte |
| ----- | ----------------- | ----------------- | ------ |
| 01    | Karl Lustenberger | SC Marbach        | 439,0  |
| 02    | Ernst Beetschen   | Lenk              | 423,5  |
| 03    | Toni Schmid       | Lenk              | 396,2  |
| 04    | Walter Hurschler  | Bannalp           | 394,9  |
| 05    | Daniel Perret     | La Chaux-de-Fonds | 388,8  |

Datum: Sonntag, 20. Januar und Montag, 21. Januar 1980 in der Lenk

Wie in den Vorjahren siegte Karl Lustenberger vor Ernst Beetschen und Toni Schmid.

## Skispringen

### Normalschanze
| Platz | Name                   | Verein          | Weite 1 | Weite 2 | Punkte |
| ----- | ---------------------- | --------------- | ------- | ------- | ------ |
| 01    | Hansjörg Sumi          | Ski-Club Gstaad | 98,0 m  | 96,5 m  | 243,5  |
| 02    | Robert Mösching        | Ski-Club Gstaad | 95,0 m  | 95,5 m  | 235,4  |
| 03    | Paul Egloff            | Wildhaus        | 87,0 m  | 88,0 m  | 210,2  |
| 04    | Harald Reichenbach     | Ski-Club Gstaad | 85,0 m  | 85,0 m  | 204,7  |
| 05    | Olivier Favre          | Le Locle        | 84,0 m  | 85,0 m  | 192,3  |
| 06    | Georges-Andre Jaquiery | Ste-Croix       | 80,5 m  | 79,5 m  | 183,9  |
| 07    | Roland Glas            | Wildhaus        | 80,5 m  | 79,5 m  | 178,7  |
| 08    | Mario Rinaldi          | Le Brassus      | 83,5 m  | 77,0 m  | 176,9  |
| 09    | Ernst Egloff           | Wildhaus        | 78,0 m  | 78,0 m  | 164,6  |
| 010   | Pascal Reymond         | Vaulion         | 74,5 m  | 75,5 m  | 159,2  |

Datum: Sonntag, 3. Februar 1980 in Täsch

Der Vorjahressieger Hansjörg Sumi aus Gstaad holte mit Weiten von 98 m und 96,5 m seinen zweiten Meistertitel. Das Springen der Junioren gewann Pascal Reymond.